# Implosiva
En implosiva är en typ av konsonant som uttalas genom att stämbanden spärras samtidigt som struphuvudet sänks och en förträngning bildas i munhålan som i uttalet av explosiva klusiler, d.v.s. konsonanter som [t], [k] eller [g]. Ett undertryck bildas i talröret och när hindret i munnen (oftast av tungan) hastigt avlägsnas dras luften in i munnen och ljudet uppstår. Implosiver använder sig alltså inte av en luftström från lungorna som huvudsaklig ljudkälla, det vill säga de är icke-pulmoniska, ett särdrag de delar med ejektivor och klickljud.
Implosivor är relativt ovanliga i världens språk och saknas helt i europeiska språk. De är dock rätt vanligt förekommande i många afrikanska och asiatiska språk. Exempelvis har sindhi, ett indoariskt språk, inte mindre än 4 olika implosivor som är självständiga fonem. I regel är implosivor tonande, men det finns språk där tonlösa implosivor förekommer som allofoner till andra fonem.
Uttal av olika implosivor:
- [ɓ] bilabial implosiva (fil)
- [ɗ] alveolar implosiva (fil)
- [ʄ] palatal implosiva (fil)
- [ɠ] velar implosiva (fil)
- [ʛ] uvular implosiva (fil)

| Icke-pulmoniska konsonanter |        |       |       |       |         |       |       |        |        |       |
| \| \| bilab. \| dent. \| alve. \| alve. \| postal. \| retr. \| retr. \| palat. \| velara \| uvul. \| \| Klickljud \| ʘ \| ǀ \| ǁ \| ǁ \| ǃ \| 𝼊 \| 𝼊 \| ǂ \| ʞ \| \| \| Implosivor \| ɓ \| ɗ \| ɗ \| ɗ \| ɗ \| ᶑ \| ᶑ \| ʄ \| ɠ \| ʛ \| \| Ejektivor \| pʼ \| \| tʼ \| sʼ \| \| ʈʼ \| ʂʼ \| \| kʼ \| qʼ \| |        |       |       |       |         |       |       |        |        |       |
| | bilab. | dent. | alve. | alve. | postal. | retr. | retr. | palat. | velara | uvul. |
| Klickljud | ʘ      | ǀ     | ǁ     | ǁ     | ǃ       | 𝼊     | 𝼊     | ǂ      | ʞ      |       |
| Implosivor | ɓ      | ɗ     | ɗ     | ɗ     | ɗ       | ᶑ     | ᶑ     | ʄ      | ɠ      | ʛ     |
| Ejektivor | pʼ     |       | tʼ    | sʼ    |         | ʈʼ    | ʂʼ    |        | kʼ     | qʼ    |